# (4894) Ask
Pour les articles homonymes, voir Ask.
(4894) Ask est un astéroïde de la ceinture principale.

## Description
(4894) Ask est un astéroïde de la ceinture principale. Il fut découvert le 8 septembre 1986 à Brorfelde par Poul Jensen. Il présente une orbite caractérisée par un demi-grand axe de 2,17 UA, une excentricité de 0,20 et une inclinaison de 2,6° par rapport à l'écliptique.

## Compléments